# Armand-Albert Rateau

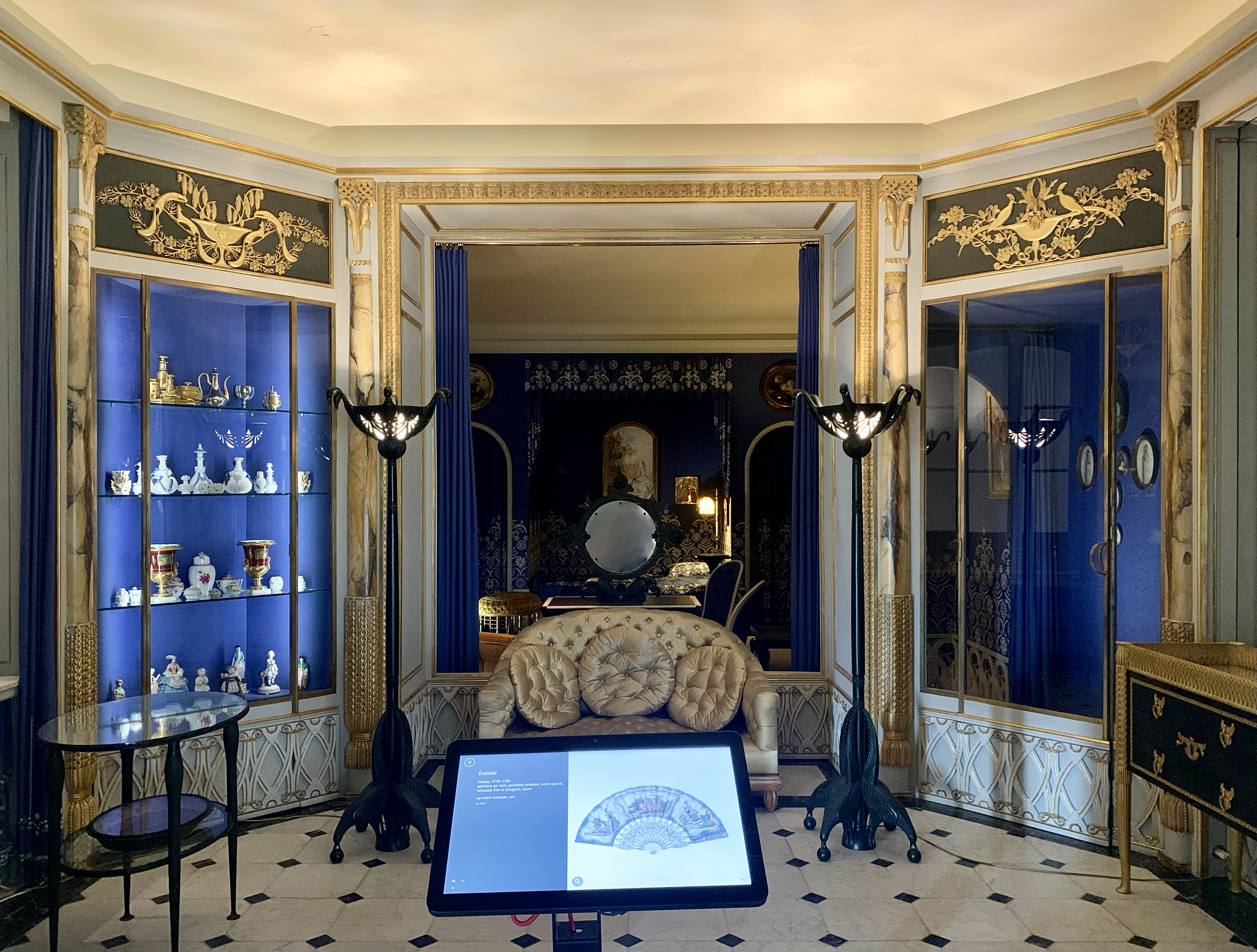
Boudoir del apartamento de Jeanne Lanvin (1925), Musée des Arts Décoratifs, París

Armand-Albert Rateau (1882-1938) fue un arquitecto, decorador de interiores y diseñador de muebles francés, exponente del estilo art déco.

## Biografía
Estudió en la École Boulle de París. Estableció un negocio propio en 1898 y de 1905 a 1914 fue director del estudio de decoración de la Maison Alavoine. Entre 1920 y 1922 decoró el establecimiento de la modista Jeanne Lanvin y fue nombrado director de Lanvin-Décoration. Realizó diversos proyectos de decoración para la alta sociedad que destacaban por el lujo y la elegancia, como la mansión de George Blumenthal en Nueva York, de la baronesa Eugène de Rothschild en París, el Château de la Croë en Cap d'Antibes y un cuarto de baño para la duquesa de Alba en Madrid. Su estilo se caracteriza por la suntuosidad y una cierta influencia del arte oriental, así como del mobiliario romano con aplicaciones de bronce descubierto en las ruinas de Pompeya.